# Bamako

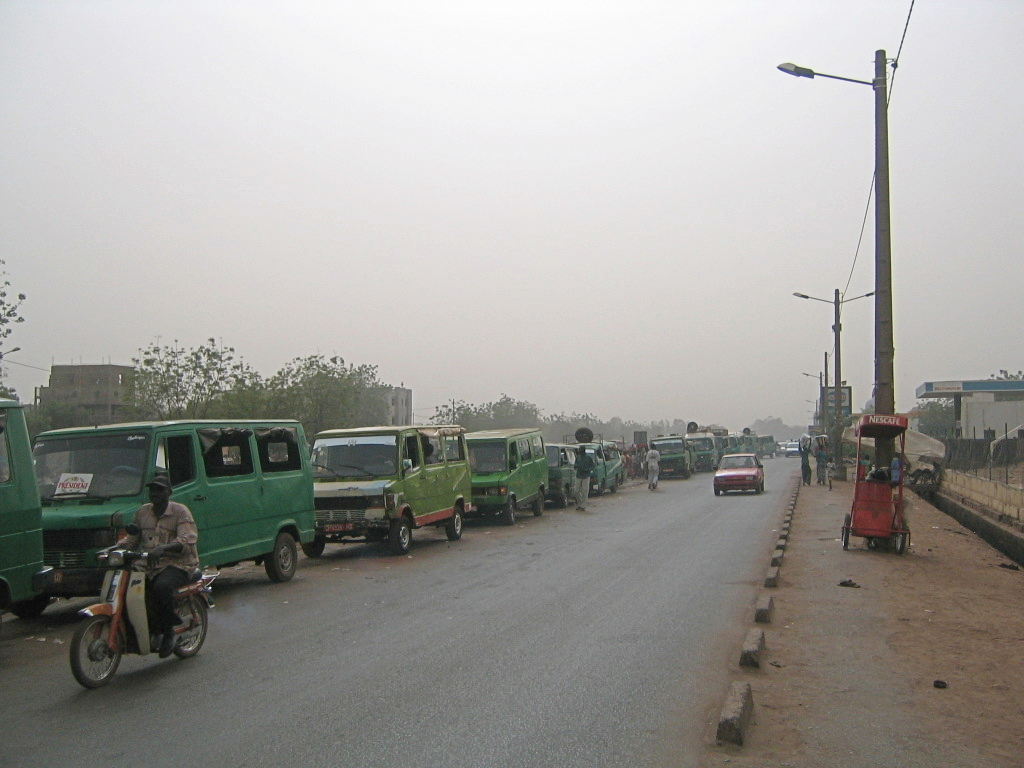
Sotaramaw (Bamako)

Bamako és la capital de Mali. Està situada a banda i banda del riu Níger, al sud-oest de l'estat. El 2006 amb 1.690.471 habitants de nombroses ètnies i ocupava una superfície de 267 km². Bamako significa 'riu del cocodril' en bambara.
El lloc estava habitat des de la prehistòria i la ciutat va ser fundada el segle xvi. El 1883 només tenia 800 habitants i 37.000 el 1945 arribant a cent mil -amb 4000 europeus- el 1945. La fundació s'atribueix al casador Bama i el nom li va donar el seu successor Niare, vingut de Kaarta i vol dir "Després de Bama". El nucli inicial és l'origen de Niaréla, un dels barris de Bamako. Va ser poblada per pescadors bozo, i després per gent del Draa (els draves) i de Touat (el turé) que van portar l'islam. Els quatre barris del nucli central són, en francès: Niaréla, Touréla, Bozola, i Dravéla.
El 1883 el colonialisme francès ocupa el territori per mitjà d'una expedició dirigida pel coronel Borgnis-Desbordes. Els senegalesos van començar a poblar la ciutat. El 1904 hi va arribar el ferrocarril. El 1907 fou declarada capital de l'Alt Senegal i Níger, colònia creada el 1904; el 1911 es va separar el districte militar del Níger, i el 1919 el territori de l'Alt Volta, i va agafar el nom de Sudan Francès el 4 de desembre de 1920 mantenint el mateix rang. El 1960, amb la independència de Mali, Bamako passa a ser-ne la capital.
És seu de nombroses manifestacions internacionals com la cimera Àfrica-França del 2005 o el fòrum social mundial del gener del 2006.

## Història
La zona de la ciutat té testimonis d'assentaments des del Paleolític Les fèrtils terres de la vall del riu Níger van proporcionar a la gent un abundant subministrament d'aliments i els primers regnes de la zona es van enriquir a mesura que van establir rutes comercials que enllaçaven a través de l'Àfrica occidental, el Sàhara i conduïen al nord d'Àfrica i Europa. Els primers habitants van comerciar amb or, ivori, nous de cola i sal. Al segle xi, l'Imperi de Ghana es va convertir en el primer regne a dominar la zona.
L'Imperi de Mali va créixer durant la primera edat mitjana i va substituir Ghana com a regne dominant a l'Àfrica occidental, dominant Senegal, Gàmbia, Guinea i Mauritània. Al segle xiv, l'Imperi de Mali es va fer cada cop més ric a causa del comerç de cotó, or i sal. Bamako es va convertir en un centre de comerç i aprenentatge islàmic, però va decaure quan Mali va ser enderrocat pels Songhai.
L'explorador escocès Mungo Park va visitar Bamako el 1797 i el 1806 durant la seva exploració del riu Níger. Va estimar que la ciutat en aquell moment tenia 6.000 habitants.

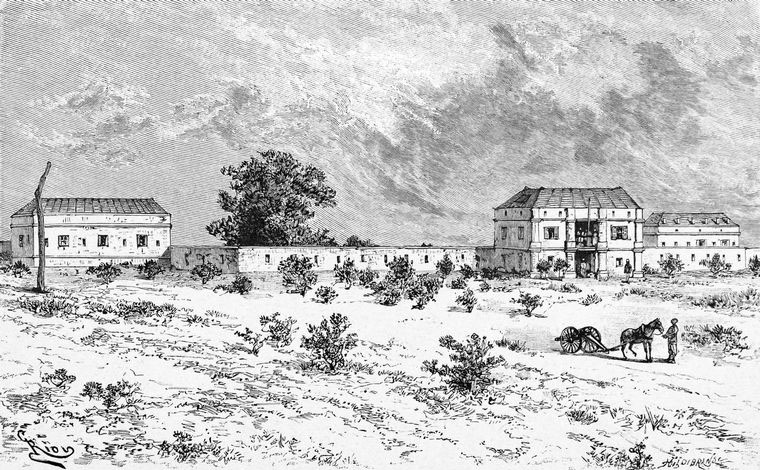
Fort francès de Bammakou, construït el 1883

Al febrer de 1882, Samori Turé va derrotar els francesos a la batalla de Samaya fora de Kéniera. Davant l'expansió de l'Imperi Wassoulou de Touré, alguns dels líders de la comunitat Dyula a Bamako van començar a fer propostes per unir-se a l'aliança antifrancesa. El comandant francès Gustave Borgnis-Desbordes, desitjós de posseir aquesta ubicació estratègica clau al Níger, va precipitar una força per establir-hi un fort l'1 de febrer de 1883. Kebe Brema, germà de Samory, va dirigir una força a Bamako per atreure els francesos de les seves defenses. Van lluitar dues batalles a Woyo Wayanko creek a principis d'abril, amb Kebe Brema guanyant la primera però finalment es va veure obligat a retirar-se.
Bamako va començar a créixer ràpidament en ser nomenada capital del Sudan Francès el 1908. Un ferrocarril que connectava Bamako amb Dakar es va completar el 1923.
Mali es va independitzar de França l'abril de 1960, i més tard es va establir la República de Mali. En aquell moment, Bamako tenia una població d'uns 160.000 habitants. Durant la dècada de 1960, el país es va convertir en socialista i Bamako estava subjecte a la inversió i la influència soviètica. No obstant això, l'economia va decaure a mesura que les empreses estatals es van col·lapsar i els disturbis es van generalitzar. Finalment, Moussa Traoré va liderar un cop d'estat amb èxit i va governar Mali durant 23 anys. No obstant això, el seu govern es va caracteritzar per greus sequeres i mala gestió del govern i problemes d'escassetat d'aliments.
A finals de la dècada de 1980, la gent de Bamako i Mali van fer campanya per una economia de lliure mercat i una democràcia multipartidista. L'any 1990, el Congrés Nacional d'Iniciativa Democràtica (CNID) va ser creat per l'advocat Mountaga Tall, i l' Aliança per a la Democràcia a Mali (Alliance pour la démocratie au Mali, ADEMA) per Abdramane Baba i historiador Alpha Oumar Konaré . Aquests amb l'Association des élèves et étudiants du Mali (AEEM) i l'Association Malienne des Droits de l'Homme (AMDH) pretenien desbancar Moussa Traoré. Segons l'antiga constitució, tots els sindicats havien de pertànyer a una confederació, la Unió Nacional de Treballadors de Mali (UNTM). Quan la direcció de l'UNTM va trencar amb el govern l'any 1990, l'oposició va créixer. Els grups van ser impulsats per retallades i acomiadaments al sector governamental, i el govern malià va accedir a la pressió dels donants internacionals per privatitzar grans parts de l'economia que havien quedat en mans públiques fins i tot després de l'enderrocament del govern socialista el 1968. Els estudiants, fins i tot els nens, van tenir un paper cada cop més important en les marxes de protesta a Bamako, i les cases i els negocis dels associats amb el règim van ser saquejats per la multitud.
El 22 de març de 1991, una marxa de protesta a gran escala al centre de Bamako va ser reprimida violentament, amb estimacions de 300 morts. Quatre dies després, un cop militar va deposar Traoré. Es va constituir el Comité de Transition pour le Salut du Peuple, encapçalat pel general Amadou Toumani Touré. Alpha Oumar Konari es va convertir oficialment en president el 26 d'abril de 1992.
El 20 de novembre de 2015, dos homes armats van prendre com a ostatges 170 persones a l'hotel Radisson Blu . Vint-i-una persones van morir en l'atac a l'hotel de Bamako juntament amb els dos homes armats durant el setge de set hores.

## Geografia

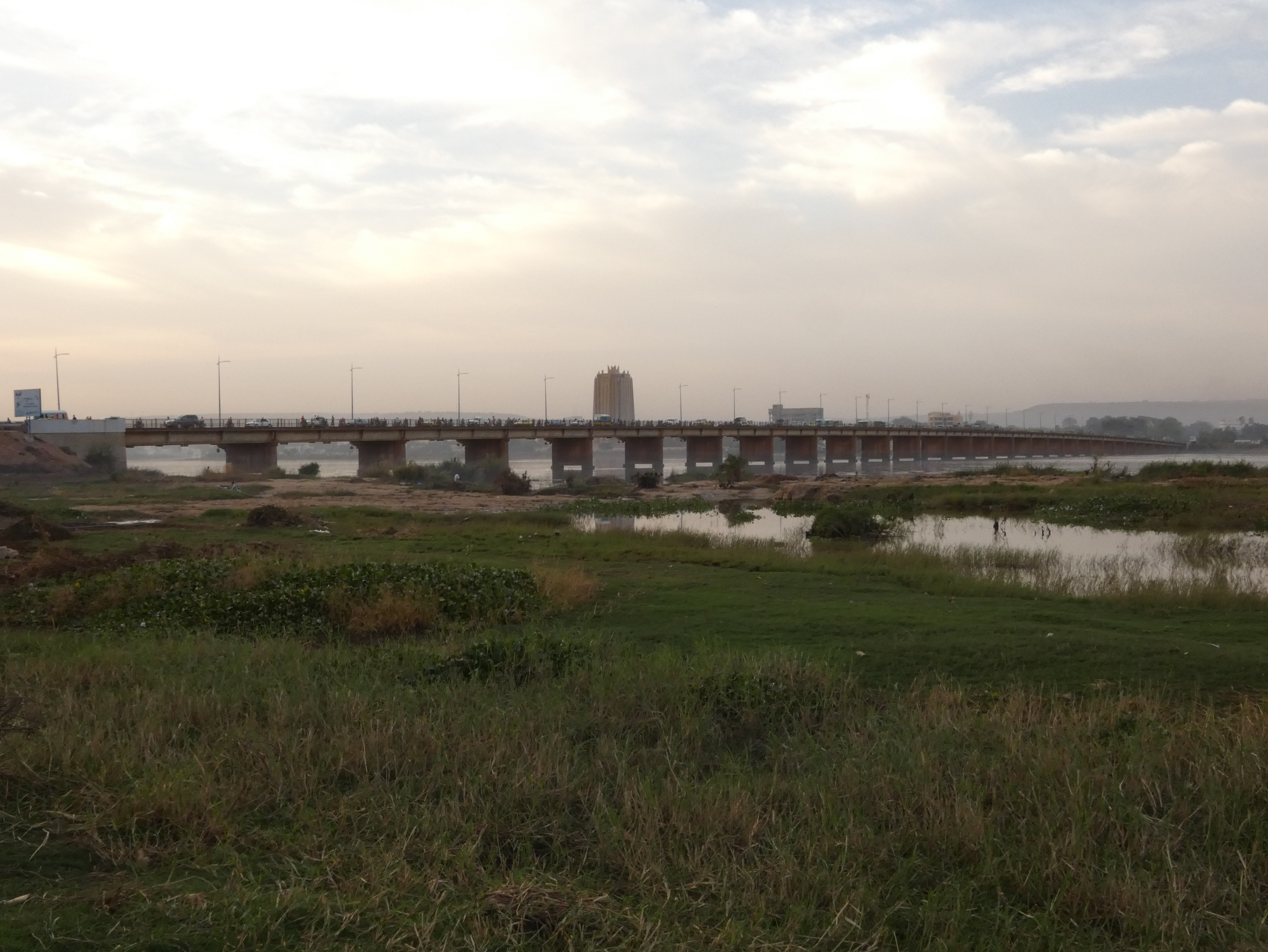
Pont des Martyrs

Bamako es troba a la plana inundable del riu Níger, cosa que dificulta el desenvolupament al llarg del riu i els afluents del Níger. Bamako és relativament plana, excepte a l'immediat nord on es troba una escarpa, sent el que queda d'un volcà extingit. Aquí es troben el Palau Presidencial i l'hospital principal.

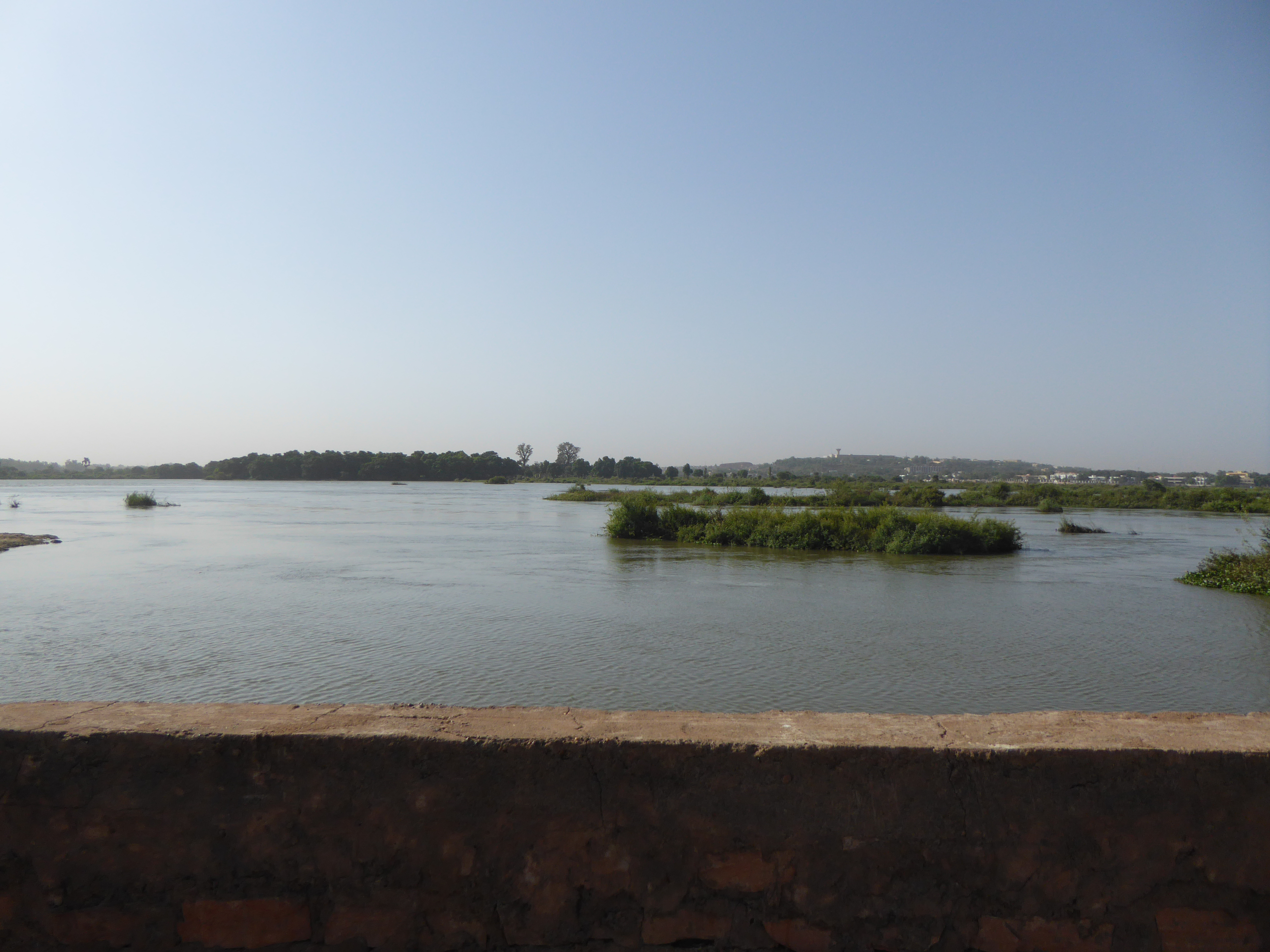
Riu Níger

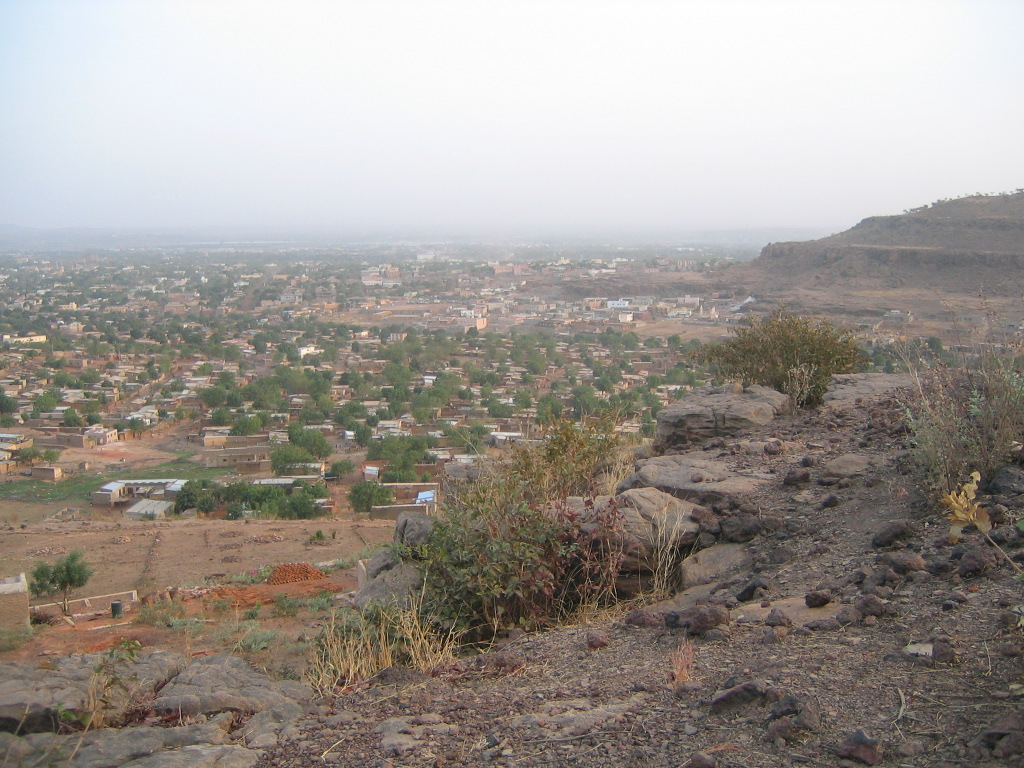
Turons al voltant de Bamako

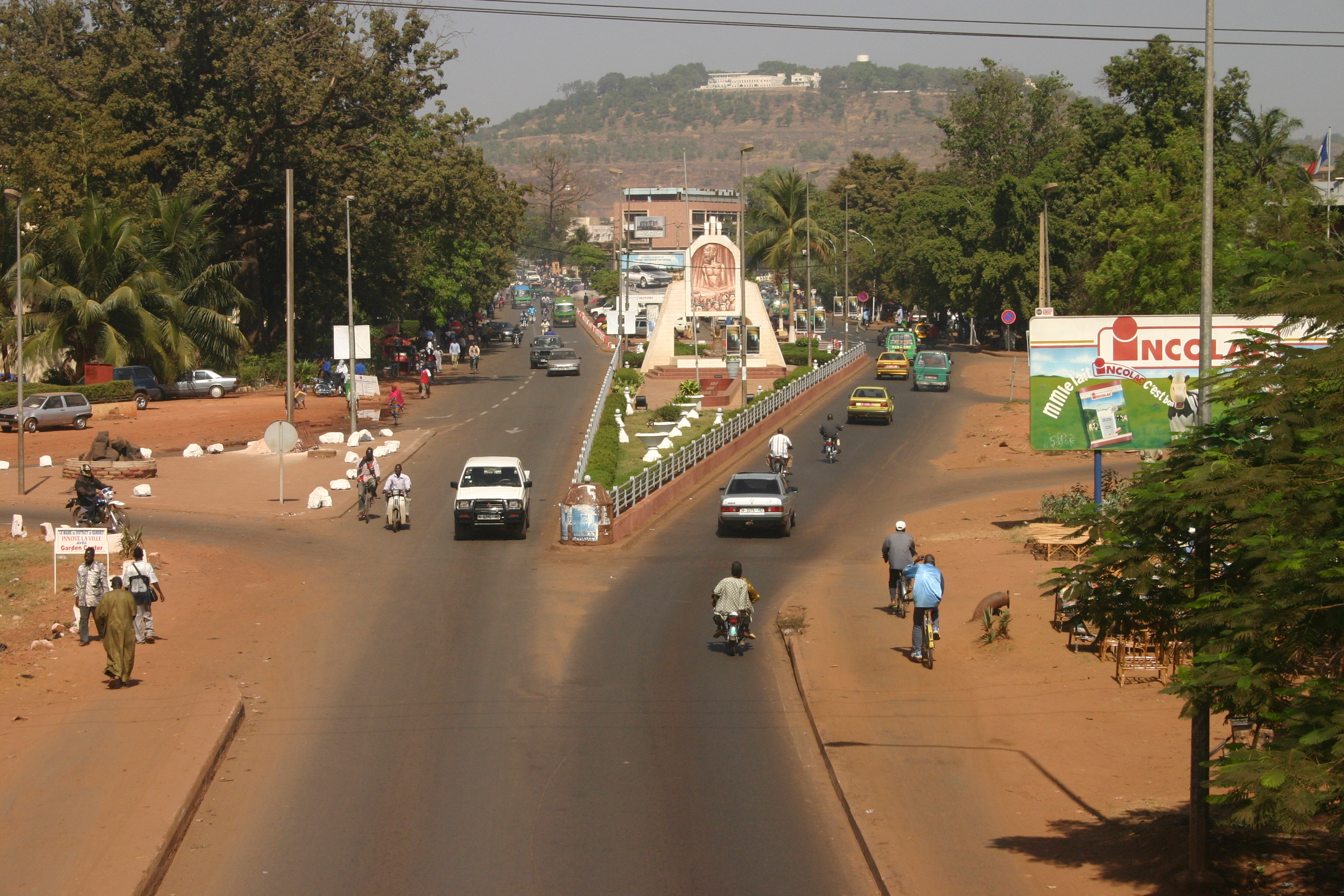
Carretera a Bamako. El turó Kuluba, amb el Palau Presidencial, es troba al fons.

Originàriament, la ciutat es va desenvolupar a la banda nord del riu, però a mesura que anava creixent es van anar desenvolupant ponts per connectar el nord amb el sud. El primer d'ells va ser el Pont des Martyrs (de dos carrils amb dos trams de vianants) i el pont del Rei Fahd (de quatre carrils amb dos trams de motos i dos de vianants). A més, una calçada estacional entre els barris orientals de Sotuba i Misabugu va ser heretada de l'època colonial (trànsit alternat en un carril amb cinc trams d'encreuament). La Calçada de Sotuba (Chaussée submersible de Sotuba en francès, i Babilikoroni en bambara) es troba normalment sota l'aigua de juliol a gener. Un tercer pont (1.4 km de llargada, 24 m d'amplada, quatre carrils amb dos trams de motos i dos de vianants) s'està construint al mateix lloc per reduir la congestió del centre de la ciutat, sobretot per camions.

## Medi ambient
Polèmica sobre la gestió de residus
El 2015, el govern de la ciutat de Bamako va privatitzar la recollida de residus a la ciutat. Abans de la implantació d'aquest programa hi havia un sistema de recollida informal de residus de llarga data realitzat per "Grups d'interès econòmic". Abans de la privatització, aquests grups independents recollien residus a tota la ciutat. Després de la privatització, no només molts recol·lectors de residus es van quedar a l'atur, sinó que la corporació que van contractar per fer la feina estava recollint només el 30% dels residus de Bamako. L'acumulació d'escombraries crea condicions de vida tòxiques i només empitjora quan plou. A causa de la prevalença de residus als carrers de Bamako, inclosos els abocadors informals a prop d'una escola, els ciutadans han començat a protestar, a marxar i fins i tot s'han intensificat fins al punt de danys materials.

## Clima
Sota la classificació climàtica de Köppen, Bamako presenta un clima de sabana tropical (Köppen Aw). Situat a la zona sudano - saheliana, Bamako és molt calorosa de mitjana durant tot l'any, amb els mesos més calorosos entre març i maig. Els mesos més suaus són entre novembre i febrer. Durant l'estació seca, les precipitacions són escasses: pràcticament cap no cau entre novembre i abril a causa del domini de l'anticicló saharià i dels vents alisis secs. L'estació de pluges es produeix a l'estiu i el pic es produeix amb unes quantes tempestes que comencen al maig i després passen al monsó de juny a octubre.

## Economia

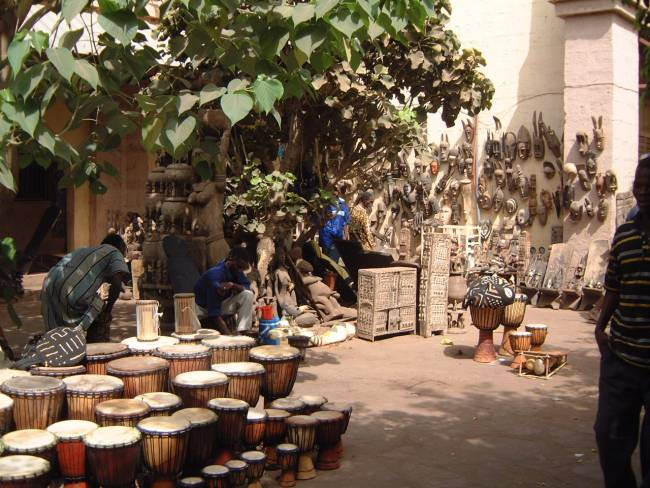
Els venedors d'artesania instal·len les seves mercaderies a la zona artesanal del centre de Bamako.

### Indústria
El Districte de Bamako concentra el 70% de l'activitat industrial del país. El sector serveis és el més desenvolupat, i la ciutat prospera en l'artesania i el comerç.
El centre comercial tradicional de Bamako es trobava al nord del riu i es trobava dins d'un triangle delimitat per Avenue du Fleuve, Rue Baba Diarra i Boulevard du Peuple. Aquesta zona conté el Marché Rose i Street Market.
La zona del centre de la ciutat està altament congestionada, contaminada i cara, i la urbanització s'estén a un ritme ràpid en un radi de 30 km. L'àrea urbanitzada més gran es troba ara a la riba sud del riu Níger. Un modern districte central de negocis s'està desenvolupant ràpidament a l'oest de la zona del centre de la ciutat al districte ACI-2000, aprofitant un disseny geomètric ben dissenyat, llegat de les antigues pistes i vies de rodada de l'aeroport. S'està desenvolupant una gran àrea administrativa a la cruïlla entre l'ACI-2000 i el pont King Fadh, que conté la majoria dels departaments estatals (ministeris) i serveis administratius en una ubicació cèntrica. Bamako és també la seu de moltes grans empreses i institucions administratives. Air Mali (antiga Compagnie Aérienne du Mali) té la seva oficina central a Bamako. Bamako va rebre moltes inversions per part de l'Aràbia Saudita durant dècades que van veure que es van construir diverses estructures importants. En els últims anys, la Xina s'ha convertit en un important inversor a Bamako, desenvolupant la seva infraestructura i instal·lacions.

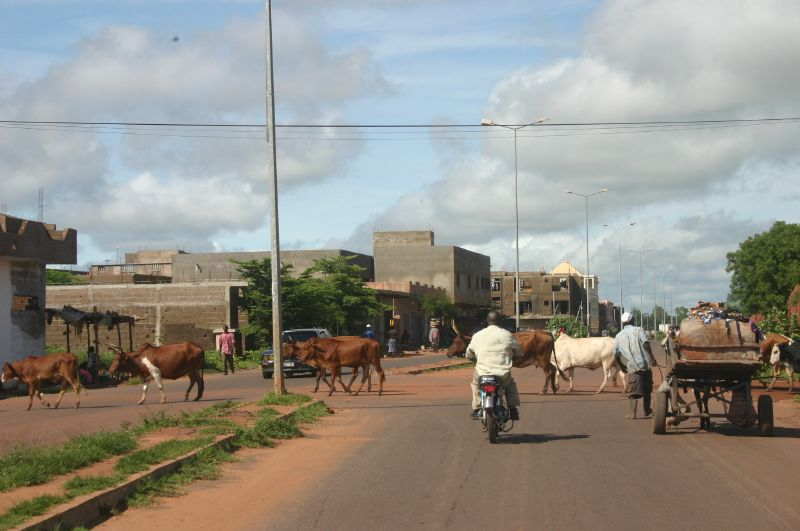
El bestiar creuant una carretera a Bamako

L'agricultura és activa a Bamako, amb la presència del pescador Bozo, i és habitual veure bestiar travessant els carrers.

## Arquitectura

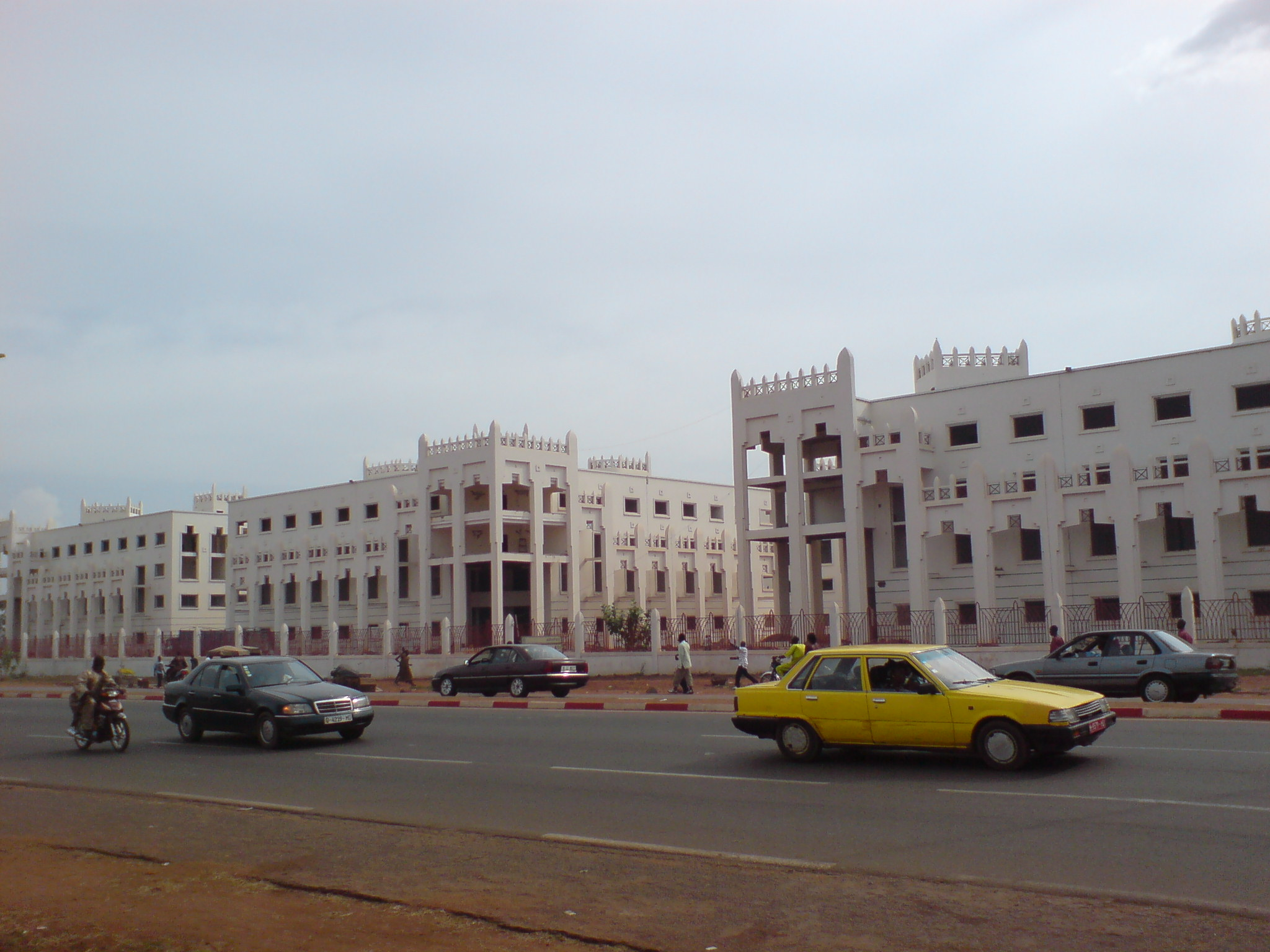
Edificis del Ministeri

La torre BCEAO de 20 pisos és l'edifici més alt de la nació d'Àfrica Occidental. Es troba a la riba nord (esquerra) del riu Níger al centre de la ciutat. La torre BCEAO és la seu de Mali del Banc Central dels Estats de l'Àfrica Occidental, que ofereix serveis bancaris de desenvolupament i serveis financers i monetaris governamentals a diverses nacions francòfones de l'Àfrica Occidental. Classificat com a arquitectura neosudanica, es basa en l' arquitectura sudano-saheliana de les famoses mesquites de Djenné i Timbuctu. L'edifici es troba al concorregut barri de la Commune III, on l'avinguda Moussa Tavele es troba amb el bulevard de la vora del mar entre els dos ponts principals de Bamako: el pont del rei Fahd a una quadra a l'oest i el pont dels màrtirs a tres illes a l'est. Just a l'est del complex BCEAO, un parc i un jardí formal marquen on el "Boulevard du Peuple" que circula en diagonal arriba al riu. Per contra, petites hortes i punts de llançament o canoes fluvials es troben a la vora del riu.
La Cité Administrative és un complex d'edificis situat just a l'oest de l'extrem nord del pont del Rei Fahd. El complex va ser iniciat l'any 2003 pel llavors president Konaré amb l'ajuda del finançament del govern de Líbia. La Cité Administrative (10 ha) es va acabar el 2010 i acull moltes de les oficines del govern.

## Demografia
| 1976    | 1987    | 1998      | 2009      | 2023      |
| 419.239 | 658.275 | 1.016.167 | 1.810.366 | 4.227.569 |

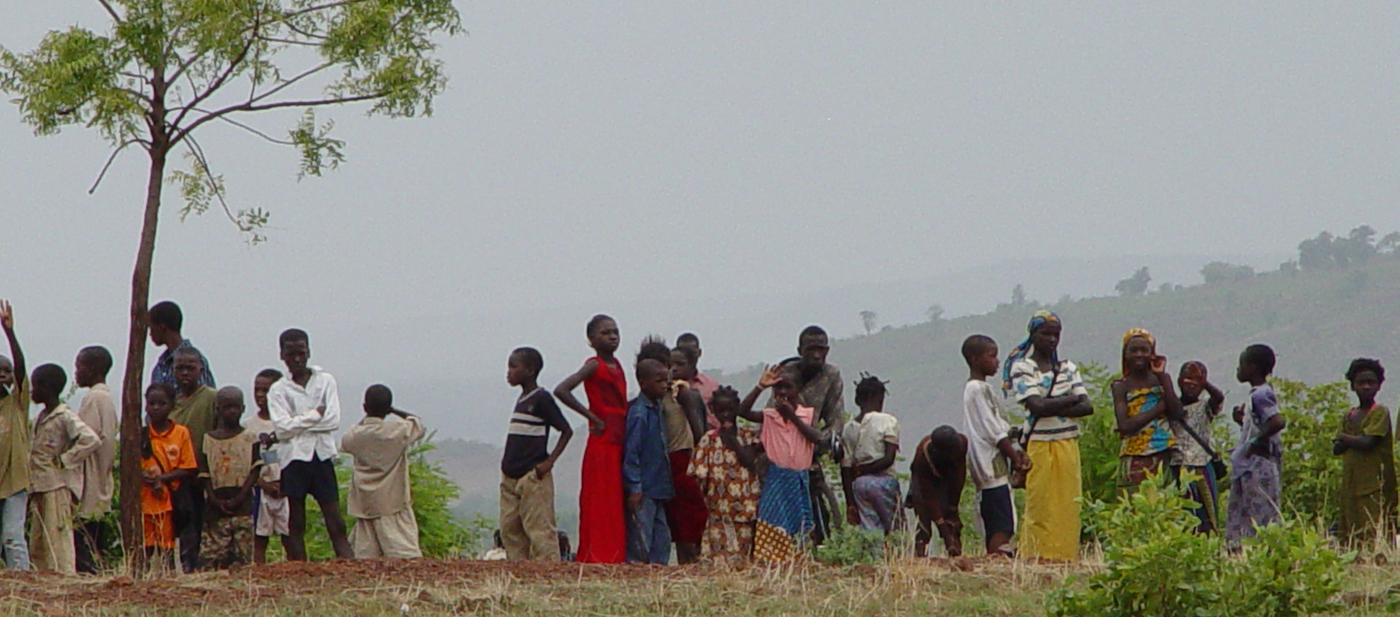
La gent es va reunir al vessant d'un turó de Bamako

Bamako ha experimentat un creixement demogràfic sorprenent. El 1884 només tenia 2.500 habitants, 8.000 el 1908, 37.000 el 1945 i 100.000 el 1960. Avui dia, la població és almenys 18 vegades la que era l'any 1960, amb 1.810.366 enregistrats al cens del 2009, i continua atraient una població rural a la recerca de feina. Alguns experts creuen que, incloent-hi els okupes il·legals i els treballadors temporals, la població avui supera els 2 milions. Aquest creixement incontrolat ha provocat importants dificultats pel que fa al trànsit, el sanejament (inclòs l'accés a l'aigua potable) i la contaminació. Bamako acull una població diversa formada per diferents grups ètnics de Mali i dels països veïns.
Més de 4,2 milions de persones vivien a la ciutat el 2022.El nostre barquer, membre de l'ètnia local Intha, ens diu que som els primers clients estrangers que té des de fa més de tres anys.

## Cultura
La Biblioteca Nacional de Mali va ser creada per primera vegada per l' Institut Français d'Afrique Noire, un braç del govern colonial francès, el 1944. Després de la independència de Mali el 1960, aquesta biblioteca es va convertir en la Biblioteca del Govern; més tard tornaria a anomenar-se Biblioteca Nacional de Mali. El 1968, la biblioteca va ser traslladada de la seva casa inicial a Koulouba a Ouolofobougou, una secció de Bamako. La biblioteca conté més de 60.000 obres, entre llibres, publicacions periòdiques, documents d'àudio, vídeos i programari. Aquests materials estan disponibles gratuïtament per al públic, tot i que cal una petita quota de subscripció per als privilegis de préstec. La biblioteca també acull algunes de les exposicions de African Photography Encounters, un festival de fotografia bianual de Bamako.
El Museu Nacional de Mali és un museu arqueològic i antropològic que presenta exposicions permanents i temporals sobre la prehistòria de Mali, així com els instruments musicals, el vestit i els objectes rituals associats amb els diferents grups ètnics de Mali. El Museu Nacional va començar sota el domini francès com el Museu Sudanès, part de l' Institut Français d'Afrique Noire (IFAN) sota Théodore Monod. Va ser inaugurat el 14 de febrer de 1953, sota la direcció de l'arqueòleg ucraïnès Yuriy Shumovskyi. Shumovskyi havia treballat al museu durant nou anys, reunint la meitat (gairebé 3.000) de les troballes actuals. El museu també acull exposicions interiors i exteriors d'obres d'artistes locals.El nostre barquer, membre de l'ètnia local Intha, ens diu que som els primers clients estrangers que té des de fa més de tres anys.
Amb la independència de la República de Mali l'any 1960, el Museu Sudanès es va convertir en el Museu Nacional de Mali, amb els nous objectius de promoure la unitat nacional i celebrar la cultura tradicional maliana. Tanmateix, la manca de mitjans econòmics i l'absència de personal qualificat van provocar un cert deteriorament de les col·leccions del museu. El 30 de març de 1956, el Museu Nacional es va traslladar a una nova estructura cimentada, creada per l'arquitecte Jean-Loup Pivin a partir de dissenys tradicionals de Mali. Des de l'elecció del 1996 de l'antic arqueòleg Alpha Oumar Konaré a la presidència de Mali, el finançament del museu ha augmentat considerablement, convertint-se entre els millors de l'Àfrica occidental. El museu acull sovint part dels African Photography Encounters, festival de fotografia bianual que se celebra a Bamako des de 1994.
També cal destacar el Museu Muso Kunda, el Museu Regional de Bamako, el Zoo de Bamako, els jardins Botànics de Bamako], la Torre del Centre Nacional de Conferències (NCC), la Piràmide de Souvenir, el Monument a la Independència, el Monument Al Quoods, el Monument triangular de la Paix, l'obelisc Hamdallaye, el Memorial Modibo Keita i molts altres monuments, el Palau de la Cultura Amadou Hampaté Ba i el turó Point G, que conté coves amb pintures rupestres.
El 1988, Bamako va ser la ubicació d'una conferència de l'OMS coneguda com la Iniciativa de Bamako que va ajudar a remodelar la política de salut de l'Àfrica subsahariana. El ral·li Budapest-Bamako que se celebra anualment té el punt final a Bamako, i el Dakar passa sovint per Bamako.

### Música
Un auge musical a Bamako va començar als anys noranta, quan el vocalista Salif Keita i el cantant i guitarrista Ali Farka Touré van aconseguir fama internacional. Va atreure una sèrie de turistes, productors discogràfics i aspirants a músics a la ciutat per intentar seguir els seus passos. És habitual veure músics pels carrers amb djembes i bandes de percussió tocant els ritmes tradicionals de Bamana.

### Cinema
Bamako ha proporcionat el teló de fons o ha estat objecte de llibres i pel·lícules com Bamako, dirigida per Abderrahmane Sissako. La pel·lícula representa un judici que té lloc a Bamako, enmig de la vida quotidiana que hi ha a la ciutat. Enmig d'aquest judici, dues parts discuteixen si el Banc Mundial i el Fons Monetari Internacional, o potser la corrupció, són culpables de l'estat financer de molts països africans afectats per la pobresa. La pel·lícula es va estrenar per primera vegada al Festival de Cannes el 21 de maig de 2006 i a Manhattan per New Yorker Films el 14 de febrer de 2007 i va rebre el primer premi de cinema del Consell d'Europa lliurat al Festival Internacional de Cinema d'Istanbul l'abril de 2007.
Bamako va ser una de les ciutats destacades a On és Carmen Sandiego? , un joc d'ordinador educatiu bàsic dels anys vuitanta.